# Barragem de Salamonde

A Barragem de Salamonde situa-se no distrito de Braga, no concelho de Vieira do Minho. 
Entrou em funcionamento em 1953 e é alimentada pelo curso de água do rio Cávado. 
Salamonde é uma barragem em arco, com 75 metros de altura.
Pertence à bacia hidrográfica do Cávado e possui uma bacia hidrográfica própria de 133,0 km². 
A sua albufeira tem uma capacidade total de armazenamento de água de 65 000 * 103 m³ e uma capacidade útil de 56 300 * 103 m³, e apresenta uma área de 242 hectares. 
A capacidade do descarregador é de 1700 m³/s e o escoamento médio anual é de 304 hm3.